# Douglas Wyllie
Douglas Stewart Wyllie (Edimburgo, 20 de mayo de 1963) es un ex–jugador británico de rugby que se desempeñaba como apertura, centro o wing.

## Selección nacional
Fue convocado al XV del Cardo por primera vez en diciembre de 1984 para jugar ante los Wallabies y disputó su último partido en marzo de 1994 contra Les Bleus. En total jugó 18 partidos y marcó 3 puntos producto de un drop.

### Participaciones en Copas del Mundo
Disputó las Copas del Mundo de Nueva Zelanda 1987 donde jugó todos los partidos e Inglaterra 1991 donde marcó sus únicos puntos internacionales. En este último torneo los escoceses ganaron su grupo cómodamente con victorias frente a los Brave Blossoms 47-9, Zimbabue 51-12 y el XV del Trébol 24-15. En cuartos de final ganaron 28-6 a Manu Samoa, perdieron en semifinales en un parejo partido, ante el anfitrión; por 13-9 y luego fueron vencidos por los All Blacks en el partido por el tercer puesto, esta es la mejor participación de Escocia en el torneo.
| Mundial                       | Sede          | Resultado        | PJ | Tries |
| ----------------------------- | ------------- | ---------------- | -- | ----- |
| Copa Mundial de Rugby de 1987 | Nueva Zelanda | Cuartos de final | 4  | 0     |
| Copa Mundial de Rugby de 1991 | Inglaterra    | Cuarto puesto    | 2  | 0     |